# Зыково (Новосибирская область)
Зы́ково — посёлок в Венгеровском районе Новосибирской области России. Входит в состав Новотартасского сельсовета.

## География
Площадь посёлка — 28 гектаров.

## Население
| 2002 | 2007 | 2010 |
| ---- | ---- | ---- |
| 392  | ↘370 | ↘360 |

## Инфраструктура
В посёлке по данным на 2007 год функционируют 1 учреждение здравоохранения, 1 образовательное учреждение.